# Verkehr mit Gefangenen
Verkehr mit Gefangenen ist nach deutschem Recht eine Ordnungswidrigkeit, die in § 115 des Gesetzes über Ordnungswidrigkeiten (OWiG) normiert ist.
Der Tatbestand ist erfüllt, wenn der Täter einem Gefangenen unbefugt Sachen oder Nachrichten übermittelt oder sich übermitteln lässt oder sich mit einem Gefangenen von außerhalb der Anstalt durch Worte oder Zeichen verständigt. Gefangener ist hierbei jeder, der sich aufgrund einer strafgerichtlichen Entscheidung oder als vorläufig Festgenommener in behördlichem Gewahrsam befindet. In der Praxis kommt diese Ordnungswidrigkeit insbesondere gegen Strafverteidiger in Betracht, die ihr Recht auf ungehinderte Kommunikation mit dem Mandanten nach § 148 StPO dazu missbrauchen, mit dem Strafverfahren nicht verwandte Schriftstücke oder andere Gegenstände unter Umgehung der Postkontrolle von Justizvollzugsanstalten dem Mandanten zukommen zu lassen.
Während eine Nachricht im Sinne dieser Vorschrift nur eine mündliche Mitteilung eines gedanklichen Inhalts sein kann, nimmt der Begriff Sache auf die Definition im bürgerlichen Recht Bezug und umfasst somit jeden körperlichen Gegenstand. Als Übermitteln wird jedes Verbringen einer Sache oder Nachricht von außerhalb des Anstaltsbereichs verstanden. Die Übergabe muss hierbei nicht in der Anstalt erfolgen, sodass die Tat z. B. auch während eines Freigangs begangen werden kann. Eine Nachricht im Sinne dieser Vorschrift kann jedoch der Natur der Sache nach nur dann außerhalb des Anstaltsbereichs gelangen, wenn sich der Adressat bzw. der Absender der Nachricht zum Zeitpunkt der Tatbegehung außerhalb der Anstalt befindet. Bloße Gespräche etwa zwischen Gefangenen untereinander oder mit Angehörigen im Rahmen des Besuchsrechts können somit für sich genommen nicht den Tatbestand erfüllen, auch wenn die Inhalte der Nachricht nach der Anstaltsordnung unzulässig sein sollten.
Schutzzweck der Norm ist die Sicherung eines geordneten Ablaufs des Strafvollzugs und die Sicherstellung einer effektiven Strafverfolgung. Bei der Ordnungswidrigkeit handelt es sich um ein abstraktes Gefährdungsdelikt, es muss also nicht zu einer konkreten Gefährdung des Schutzzwecks gekommen sein.
Die Ordnungswidrigkeit kann mit einer Geldbuße bis zu 1000 € geahndet werden (§ 17 OWiG). Nach Absatz 3 ist auch der Versuch ordnungswidrig.